# Ram Charan
Ram Charan (27 de marzo de 1985) es un actor de cine indio, productor y empresario que trabaja en el cine telugu. Es uno de los actores más populares e influyentes en Tollywood y ha aparecido en la revista Forbes India's Celebrity 100 list desde 2013. Charan es el receptor de varios premios, incluyendo tres Premios Filmfare, dos Premios Nandi, dos Premios CineMAA, y dos premios Santosham al mejor actor. Hijo del actor Chiranjeevi y Surekha, Charan hizo su debut como actor en la exitosa película de acción Chirutha (2007), por la cual ganó el Premio Filmfare al Mejor Debut Masculino Sur. Charan saltó a la fama con un papel protagonista junto a Kajal Aggarwal en la película de acción fantástica Magadheera (2009) de S.S. Rajamouli, que es una de las películas telugu más taquilleras de todos los tiempos. Ganó varios elogios por esta película, incluido el Premio Filmfare al Mejor Actor Telugu.
Charan se estableció como un actor líder de Tollywood con películas de acción comercialmente exitosas como Racha (2012), Naayak (2013), Yevadu (2014), Govindudu Andarivadele (2014), Dhruva (2016) y Rangasthalam (2018), que se clasifica como su liberación más taquillera.
En 2016, Charan estableció su propia casa de producción, la Konidela Production Company,, bajo la cual produce películas. Más allá de su carrera cinematográfica, es dueño del equipo de polo Ram Charan Hyderabad Polo Riding Club.

## Vida personal
Ram Charan nació en Madras (ahora Chennai), hijo del actor de cine telugu Chiranjeevi y su esposa Surekha el 27 de marzo de 1985. Completó su educación primaria en Chennai y la escuela secundaria en Ooty. Estudió B.com antes de abandonar.
Charan se comprometió con Upasana Kamineni, en Hyderabad el 1 de diciembre de 2011. Posteriormente, se casaron el 14 de junio de 2012 en el Temple Trees Farm House.

## Carrera
En 2007, Ram Charan hizo su debut cinematográfico como el protagonista de Chirutha, que fue dirigida por Puri Jagannadh y completó 50 días en 178 centros directos y otros 15 centros desplazados. La película completó 100 días en 40 centros directos. Jugó el papel de Charan, un exconvicto que está empeñado en matar al asesino de su padre. Rediff.com elogió su actuación diciendo: "Ram Charan es bastante prometedor. El baile y la acción parecen ser fuertes. Es bastante elegante en los números de baile. También se mantiene alejado de cualquier referencia oblicua a su padre estrella a través de vdialogue o adoptando cualquier manierismo o estilo particular ". Su actuación en la película le valió un premio Filmfare Best South Debutanty el Premio Especial del Jurado de Nandi.
Después del lanzamiento de la película de 2009 Magadheera, que fue solo su segunda película, dirigida por S.S.Rajamouli, Charan se estableció como uno de los principales actores contemporáneos de Tollywood. Jugó papeles duales en esta película en la que uno es un valiente soldado de un reino en Rayastán en el siglo XVII enamorado de la princesa pero la pierde y muere, el otro es un ciclista que se enamora de una chica que es la re -encarnación de la princesa y la gana conociendo su pasado. Su interpretación obtuvo una inmensa aclamación crítica. The Times of India escribió: "Ram Charan regresa como un valiente soldado y le da vida a la función más grande que la vida con facilidad. Muestra sus habilidades de equitación y baile a la perfección". IndiaGlitz comentó: "Charan ha tenido una actuación madura y ha llevado la película muy bien. Ambos personajes fueron hechos justicia y recordó a su padre en muchos lugares". Dirigida por SS Rajamouli, la película recibió seis Premios Filmfare, incluido el premio Filmfare al Mejor Actor Telugu y Nandi Special Jury Award por Charan. En 2009, se convirtió en portavoz de las campañas publicitarias de Pepsi .
Charan protagonizó Bommarillu Bhaskar 's de Orange en 2010 como Ram, un NRI que vive en Australia cuyas opiniones están en contra de amar para siempre. IndiaGlitz escribió: "Ram Charan dio una excelente actuación a lo largo de la película. Su vestimenta, maquillaje, estilo de vestimenta, accesorios y lenguaje corporal le dan al público una sensación fresca de chico urbano. Mejoró mucho en todos los departamentos, incluyendo acción, bailes, modulación de diálogo, lenguaje corporal".
Su próxima película fue Rachcha, dirigida por Sampath Nandi. Hizo el papel de Betting Raj, un jugador cuya vida le afecta. IndiaGlitz escribió: "Muestra destellos de Chiru-ness más que nunca en el pasado; ya sea su barítono o su comportamiento, él es un Megaestrella en efecto. Ayudado por un guión fuerte, podría haber sido mucho mejor". La película se estrenó el 5 de abril de 2012 y fue declarada un éxito comercial.

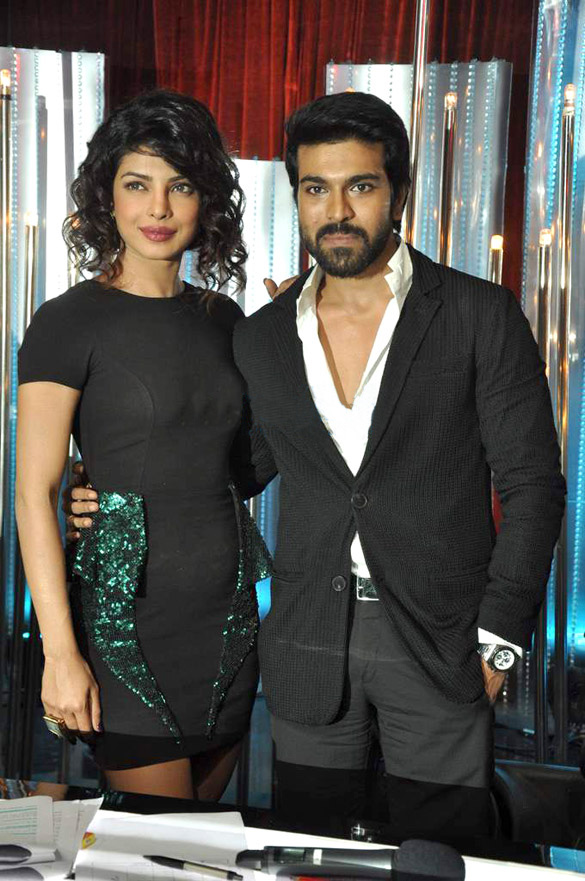
Charan con Priyanka Chopra durante las promoción de su película Zanjeer en 2013

Su primer lanzamiento en 2013 fue Naayak, dirigido por VV Vinayak. Jugó otro doble papel, uno un líder de la mafia en Calcuta y el otro un simple empleado de software en Hyderabad. The Times of India escribió: "Ram Charan hizo un gran trabajo, aunque no hubo variación entre los dos personajes". Se abrió a la aclamación crítica positiva y se convirtió en un éxito comercial.
Charan hizo su debut en Bollywood a través de Zanjeer, una nueva versión de la película de 1973 del mismo nombre. Jugó el papel de ACP Vijay Khanna que jura Venganza sobre el asesino de sus padres. Charan hizo su debut como cantante de reproducción con la canción "Mumbai Ke Hero", compuesta por Chirantan Bhatt, en el álbum Thoofan, la versión telugu de Zanjeer .
En su próxima película de Telugu, Yevadu (2014), dirigida por Vamsi Paidipally, interpreta a dos personajes, uno que recibió un trasplante de cara del otro y se convierte en el objetivo de las pandillas debido a la identidad equivocada. Bangalore Mirror escribió: "Para Ram Charan, Yevadu es esencial para establecer su estado después de que Thoofan se hundiera en la taquilla. Su personaje tiene dos tonos y hace todo lo posible para traer variaciones. Baila como si no hubiera un mañana y la coreografía es un delicia de ver ". Sify escribió: "Comparado con sus películas anteriores Nayak y Thoofan, Ram Charan ha hecho un buen trabajo aquí. Su actuación es efectiva en escenas intensas y episodios de acción. Para satisfacer a su público, también ha dado algunos buenos pasos en la canción de Freedom ". El próximo lanzamiento de Charan en el mismo año fue el drama familiar Govindudu Andarivadele. La película se abrió a críticas en su mayoría positivas de los críticos y recaudó más ₹ 40 millones de rupias (US $ 5,8 millones) en taquilla.
Su siguiente película fue Bruce Lee donde interpretó el papel de un doble que se involucra en una pelea. No fue un éxito debido a su débil narración y comedia. Su próxima película Dhruva (2016) fue declarada un éxito debido a su historia y efectos visuales únicos. Times of India escribió: "Ram Charan se ve lo mejor posible. Como actor, Ram Charan impresiona en todas las escenas que requieren mucha emoción. Y en cuanto a las escenas donde tuvo que ser elevado como el héroe, no decepcionarán a sus fanáticos ". En 2018, actuó en el éxito de taquilla Rangasthalam dirigido por Sukumar, declarado como el tercero más taquillero de todos los tiempos en el cine Telugu. En 2019, protagonizó junto a Kiara Advani y Vivek Oberoi en una película de acción Vinaya Vidheya Rama, dirigida por Boyapati Srinu.
También es el productor de la película número 150 de su padre, Chiranjeevi, Khaidi No. 150, y también firmó para aparecer en la producción de su tío Pawan Kalyan .

## Otras ocupaciones
Ram Charan es ecuestre y emprendedor. Es dueño del equipo de polo Ram Charan Hyderabad Polo Riding Club. También es miembro de la junta directiva de MAA TV .
A principios de julio de 2015, comenzó su propio negocio de aerolíneas con sede en Hyderabad llamado TruJet. Ram Charan es también el portavoz y copropietario de la serie de carrera de obstáculos Devil's Circuit.

## Filmografía

### Como actor
|  | Denota películas que aún no se han lanzado |

| Año  | Título                  | Papel                             | Director         | Notas                                                                           |
| ---- | ----------------------- | --------------------------------- | ---------------- | ------------------------------------------------------------------------------- |
| 2007 | Chirutha                | Charan                            | Puri Jagannath   | Premio Filmfare al mejor debut masculino Sur                                    |
| 2009 | Magadheera              | Kala Bhairava / Harsha            | SS Rajamouli     | Premio Filmfare al mejor actor Telugu                                           |
| 2010 | naranja                 | RAM                               | Bhaskar          |                                                                                 |
| 2012 | Racha                   | Raj                               | Sampath Nandi    | Nominado Premio Filmfare al mejor actor Telugu                                  |
| 2013 | Naayak                  | Charan "Cherry", Siddharth Naayak | VV Vinayak       | Nominado Premio Filmfare al mejor actor Telugu                                  |
| 2013 | Zanjeer                 | ACP Vijay Khanna                  | Apoorva Lakhia   | Bilingüe en telugu e hindi. También cantante de reproducción ("Mumbai Ke Hero") |
| 2013 | Thoofan                 | ACP Vijay Khanna                  | Apoorva Lakhia   | Bilingüe en telugu e hindi. También cantante de reproducción ("Mumbai Ke Hero") |
| 2014 | Yevadu                  | Charan / Satya / Ram              | Vamsi Paidipally |                                                                                 |
| 2014 | Govindudu Andarivadele  | Abhiram                           | Krishna Vamsi    |                                                                                 |
| 2015 | Bruce Lee - El luchador | Karthik                           | Srinu Vaitla     |                                                                                 |
| 2016 | Dhruva                  | Dhruva                            | Surender Reddy   | Nominado Premio Filmfare al mejor actor Telugu                                  |
| 2017 | Khaidi No. 150          | Él mismo                          | VV Vinayak       | Aparición especial                                                              |
| 2018 | Rangasthalam            | Chelluboina Chitti Babu           | Sukumar          | Mejor actor en un papel principal Masculino                                     |
| 2019 | Vinaya Vidheya Rama     | Konidela Ram                      | Boyapati Srinu   |                                                                                 |
| 2020 | RRR                     | Alluri Sitarama Raju              | SS Rajamouli     |                                                                                 |

### Como productor
| Año  | Título                  | Director       |
| ---- | ----------------------- | -------------- |
| 2017 | Khaidi No. 150          | VV Vinayak     |
| 2019 | Sye Raa Narasimha Reddy | Surender Reddy |

## Premios y nominaciones
| Año  | Premio                                           | Categoría                                  | Película               | Resultado |
| ---- | ------------------------------------------------ | ------------------------------------------ | ---------------------- | --------- |
| 2008 | Premios Nandi                                    | Premio Especial del Jurado                 | Chirutha               | Ganador   |
| 2010 | Premios Nandi                                    | Premio Especial del Jurado                 | Magadheera             | Ganador   |
| 2008 | Premios Filmfare del sur                         | Mejor debut masculino Sur                  | Chirutha               | Ganador   |
| 2010 | Premios Filmfare del sur                         | Mejor actor: telugu                        | Magadheera             | Ganador   |
| 2019 | Premios Filmfare del sur                         | Mejor actor: telugu                        | Rangasthalam           | Ganador   |
| 2019 | Premios internacionales de cine del sur de India | Mejor actor: telugu                        | Rangasthalam           | Ganador   |
| 2010 | Santosham Film Awards                            | Mejor actor                                | Magadheera             | Ganador   |
| 2015 | Santosham Film Awards                            | Mejor actor                                | Govindudu Andarivadele | Ganador   |
| 2016 | Premios Ritz Icon                                | Premio al icono de celebridad más admirado | -                      | Ganador   |
| 2016 | Premios Asiavision                               | Icono de la juventud de la india           | -                      | Ganador   |
| 2014 | TSR - TV9 National Film Awards                   | Mejor héroe                                | Naayak                 | Ganador   |
| 2016 | TSR - TV9 National Film Awards                   | Premio Especial del Jurado al Mejor Actor  | Dhruva                 | Ganador   |
| 2010 | Premios CineMAA                                  | Mejor actor masculino                      | Magadheera             | Ganador   |
| 2019 | Zee Cine Awards Telugu                           | Mejor actor en papel principal Masculino   | Rangasthalam           | Ganador   |